# Holmelgonia annemetteae
Holmelgonia annemetteae là một loài nhện trong họ Linyphiidae.
Loài này thuộc chi Holmelgonia. Holmelgonia annemetteae được miêu tả năm 1990 bởi Scharff.